# Khoïkhoï
Cet article concerne une langue. Pour le peuple homonyme, voir Khoïkhoïs.
 (avril 2019).
Si vous disposez d'ouvrages ou d'articles de référence ou si vous connaissez des sites web de qualité traitant du thème abordé ici, merci de compléter l'article en donnant les références utiles à sa vérifiabilité et en les liant à la section « Notes et références ».
Le khoïkhoï (ou khoekhoe) est une langue khoïsan parlée en Namibie, au Botswana et en Afrique du Sud par les Khoïkhoïs et les Damaras. Elle est également appelée nama, d'après le nom des Namas, le plus nombreux des peuples khoïkhoï. Anciennement, elle était connue sous le nom de hottentot, terme maintenant considéré comme péjoratif.
Le khoïkhoï se classe dans le groupe khoï des langues khoïsan, caractérisées par la présence de nombreuses consonnes à clic.

Arbre illustrant les relations entre les différentes langues khoïsan. Les lignes continues indiquent des liens de parenté bien attestés ; les lignes pointillées représentent une parenté hypothétique ou contestée.

Le premier linguiste à avoir étudié la langue khoïkhoï fut le missionnaire rhénan Franz Heinrich Kleinschmidt (1812–1864).

## Prononciation

### Voyelles
Il y a 5 voyelles : /i e a o u/ et les nasales /ĩ ã ũ/. /u/ est très arrondie, /o/ est un peu arrondie. /a/ est la seule voyelle avec un allophone notable, elle est prononcée [ə] devant /i/ ou  /u/.

### Ton
Il y a entre 3 et 4 tons /á, ā, à/ ou /a̋, á, à, ȁ/, qui peuvent apparaître sur chaque more (voyelles et consonnes nasales finales). Le ton haut est plus haut quand il est sur des voyelles hautes (/í ú/) ou sur des nasales (/ń ḿ/) que quand il est sur des voyelles moyennes et basses (/é á ó/).
Les tons peuvent se combiner en un nombre limité de « mélodies » qui ont des formes en sandhi dans certains environnements syntaxique. Les plus importantes mélodies, dans la forme parlée et dans la forme sandhi, sont les suivantes : 
| Parlé | Sandhi | Traduction             | Mélodie      |
| ----- | ------ | ---------------------- | ------------ |
| ǃ̃ˀȍm̀s | ǃ̃ˀòm̏s  | touchée                | bas          |
| ǃ̃ˀȍḿs | ǃ̃ˀȍḿs  | une mamelle, pis       | bas montant  |
| ǃ̃ˀòm̀s | ǃ̃ˀòm̀s  | faire sortir d'un trou | moyen        |
| ǃ̃ˀòm̋s | ǃ̃ˀòm̀s  | un arbre écimée        | haut montant |
| ǃ̃ˀóm̀s | ǃ̃ˀóm̏s  | coagulée               | bas tombant  |
| ǃ̃ˀőḿs | ǃ̃ˀóm̀s  | un poing               | haut tombant |

### Accent de hauteur (stress)
Dans une phrase, un lexème (pomme, arbre, voiture, etc.) reçoit plus de stress qu'un morphème grammatical (le, je, oui, etc.).
Dans un mot, c'est la première syllabe qui reçoit le plus de stress. Les syllabes suivantes reçoivent de moins en moins de stress et sont prononcées de plus en plus vite.

### Consonnes
Il y a 31 consonnes dont 20 clics.

#### Non-clics
|           | Bilabiale | Alvéolaire | Vélaire | Glottale |
| --------- | --------- | ---------- | ------- | -------- |
| Nasale    | m         | n          |         |          |
| Occlusive | p ~ β     | t ~ ɾ      | k       | ʔ        |
| Affriquée |           | t͜sʰ        | k͜xʰ     |          |
| Fricative |           | s          | x       | h        |

Entre deux voyelles, /p/ est prononcé [β], et /t/ est prononcé [ɾ]. Les séries d'affriquées sont très aspirées et peuvent être considérées comme des occlusives aspirées, comme en korana.
Beach (1938)  a rapporté que le khoekhoe avait comporté la vélaire latérale éjective affriquée, [kʟ̝̊ʼ], un allophone commun de /kxʼ/ dans les langues à clics. Ce son existe toujours en korana.

#### Clics
Chaque clic consiste en une combinaison de deux articulations : un des 4 clics et une des 5 autres parties . De ces combinaisons résultent 20 phonèmes.
| Accompagnement        | Clics affriqués | Clics affriqués | Clics non-affriqués | Clics non-affriqués |
| Accompagnement        | Clics dentaux   | Clics latéraux  | Clics alvéolaires   | Clics palataux      |
| --------------------- | --------------- | --------------- | ------------------- | ------------------- |
| Ténue                 | [ǀ] ‹ ǀg ›      | [ǁ] ‹ ǁg ›      | [ǃ] ‹ ǃg ›          | [ǂ] ‹ ǂg ›          |
| Aspirée               | [ǀʰ] ‹ ǀkh ›    | [ǁʰ] ‹ ǁkh ›    | [ǃʰ] ‹ ǃkh ›        | [ǂʰ] ‹ ǂkh ›        |
| Nasal                 | [ᵑǀ] ‹ ǀn ›     | [ᵑǁ] ‹ ǁn ›     | [ᵑǃ] ‹ ǃn ›         | [ᵑǂ] ‹ ǂn ›         |
| Sourde nasale aspirée | [ᵑ̊ǀʰ] ‹ ǀh ›    | [ᵑ̊ǁʰ] ‹ ǁh ›    | [ᵑ̊ǃʰ] ‹ ǃh ›        | [ᵑ̊ǂʰ] ‹ ǂh ›        |
| Glottalisée           | [ᵑ̊ǀˀ] ‹ ǀ ›     | [ᵑ̊ǁˀ] ‹ ǁ ›     | [ᵑ̊ǃˀ] ‹ ǃ ›         | [ᵑ̊ǂˀ] ‹ ǂ ›         |

Les clics aspirés sont plus légers, mais plus « rauques » que les clics nasaux aspirés, un peu comme le ch écossais dans loch.